# Selección de fútbol de Andhra Pradesh
La Selección de fútbol de Andhra Pradesh es el equipo representativo de Andhra Pradesh, India en el Trofeo Santosh. El equipo ha conquistado el torneo por 3 veces, y tres veces ha salido subcampeón. Antes de 1972, el equipo competían con el nombre de Hyderabad.
Andhra Pradesh no se calificó a las rondas finales del 69.º Trofeo Santosh 2015

## Palmarés
- Trofeo Santosh

Títulos: 3

1956-57, 1957-58, 1965-66, 

Subcampeoatos: 3

1949-50, 1950-51, 1963-64